# 프로그레시브 솔
프로그레시브 솔(Progressive soul)은 솔과 펑크 장르의 맥락에서 프로그레시브 음악적 접근을 한 블랙 뮤직의 일종이다. 블랙 프로그(Black prog), 블랙 록(Black rock), 프로그레시브 R&B(Progressive R&B)라고도 불린다. 1960년대 말과 1970년대 초부터 흑인 음악가들의 혁신적인 음악을 거치면서 스타일 및 구조적 경계가 생겨나고 발전하기 시작했다. 모타운, 프로그레시브 록, 사이키델릭 소울, 재즈 퓨전과 같이 리듬 앤 블루스 음악이 록으로 바뀌면서 생겨난 음악 형식에 영향을 받았다.
프로그레시브 솔 음악은 아프리카와 유럽에서 많은 영향을 받아 다양한 스펙트럼을 지닌다. 음악적 특징으로는 전통적인 R&B 멜로디, 복잡한 보컬 패턴, 리듬감 있게 통일된 구성, 록 기타 사운드, 그리고 재즈에서 차용한 연주 기법 등이 있다. 프로그레시브 솔 음악가들은 종종 음반에 아프리카계 미국인으로서 겪은 경험, 좌익 이념, 보헤미아니즘의 주제를 담은 사회 의식적인 곡을 담았으며, 가끔씩 아프로퓨처리즘과 SF의 주제적 기법을 활용하기도 한다.
프로그레시브 솔의 초창기인 1970년대에는 스티비 원더, 마빈 게이, 커티스 메이필드, 슬라이 앤 더 패밀리 스톤, 팔러머먼트-펑카델릭, 어스, 윈드 & 파이어의 작품이 주요작으로 꼽히며, 1980년대 이후 프린스, 피터 가브리엘, 샤데이, 빌랄, 저넬 모네이 등 미국과 영국의 유명한 음악가들이 프로그레시브 솔의 전통을 이어가면서 음악을 공개해 왔다. 1990년대 후반과 2000년대 초반 솔쿼리언스가 주도한 네오 소울 유행은 프로그레시브 솔에서 파생되어 발전하였다고 여겨진다.

### 참고 자료
- Keister, Jay; Sheinbaum, John J; Smith, Jeremy L. (2019). “American Progressives of the 1970s: A Colloquy” (PDF). 《The American Music Research Center Journal》 28: 1–3. 2021년 1월 29일에 확인함 – colorado.edu 경유.
- Holsey, Steve (January 1978). “On the Record”. 《Sepia》. 27권.
- Ross, Sean (1999년 5월 8일). “After a False Start, The Neo-Soul Genre Picks Up Steam on the Mainstream Track”. 《Billboard》. 2021년 1월 31일에 확인함 – Google Books 경유.